# Karol-Szymanowski-Museum
Das Karol-Szymanowski-Museum in Zakopane, ulica Kasprusie 19, ist eine Zweigstelle des Krakauer Nationalmuseums.
Der Komponist Karol Szymanowski (1882–1937) wohnte dort in den Jahren 1930 und 1935. Der Aufenthalt in Zakopane sollte ihm die Heilung seiner Tuberkulose bringen.
Die hölzerne Villa Atma im Stil der Góralen-Baukunst wurde 1895 von Józef Kaspruś-Stoch als Gasthaus errichtet. Der Musikkritiker Jerzy Waldorff sammelte Spenden zum Kauf der Villa und 1974 konnte die Villa dem Nationalmuseum in Krakau zur Schaffung eines Museums übergeben werden. Das Szymanowski-Museum existiert seit 1976. Das Arbeitszimmer des Komponisten wurde möglichst originalgetreu arrangiert. Die übrigen Räume, die früher als Mietwohnung dienten, wurden mit Möbeln aus der Epoche ausgestattet. In Vitrinen sind Auszeichnungen des Komponisten sowie die von ihm benutzten Gegenstände gesammelt. Es werden auch zwei von Stanisław Ignacy Witkiewicz gemalte Porträts ausgestellt.